# Baderluck
Baderluck ist eine Rotte der Gemeinde Hof bei Salzburg im Bundesland Salzburg.
Sie befindet sich am westlichen Ende des Fuschlsees. Südlich verläuft die Wolfgangsee Straße an der Rotte vorbei, von der aus die Rotte erreichbar ist. Außerdem biegt die L 202 Hinterseer Straße in Richtung Faistenau ab. Östlich von Baderluck ist ein Golfplatz situiert. Markant ist die Wohnanlage Hof-Baderluck mit ca. 120 Wohneinheiten.